# Draft NBA 1987
Il Draft NBA 1987 si è svolto il 22 giugno 1987 a New York. Questo draft è ricordato per la presenza di tre futuri membri della lista dei 50 migliori giocatori del cinquantenario della NBA, quali David Robinson, Scottie Pippen e Reggie Miller oltre a giocatori pieni di talento come Horace Grant e Mark Jackson.

## Giocatori scelti al 1º giro
|  | = All-Star |  | = Hall of Fame |

| Scelta | Giocatore           | Nazionalità    | Squadra NBA         | Scuola/ex squadra        |
| ------ | ------------------- | -------------- | ------------------- | ------------------------ |
| 1      | David Robinson (C)  | Stati Uniti    | San Antonio Spurs   | Navy Midshipmen          |
| 2      | Armon Gilliam (F)   | Stati Uniti    | Phoenix Suns        | UNLV R. Rebels           |
| 3      | Dennis Hopson (F)   | Stati Uniti    | N.J. Nets           | Ohio State Buckeyes      |
| 4      | Reggie Williams (F) | Stati Uniti    | L.A. Clippers       | Georgetown Hoyas         |
| 5      | Scottie Pippen (F)  | Stati Uniti    | Seattle S.Sonics    | C. Arkansas Bears        |
| 6      | Kenny Smith (G)     | Stati Uniti    | Sacramento Kings    | N. Carol. Tar Heels      |
| 7      | Kevin Johnson (G)   | Stati Uniti    | Cleveland Cavaliers | Calif. G. Bears          |
| 8      | Olden Polynice (C)  | Haiti          | Chicago Bulls       | Virginia Cavaliers       |
| 9      | Derrick McKey (F)   | Stati Uniti    | Seattle S.Sonics    | Alabama Crim. Tide       |
| 10     | Horace Grant (F/C)  | Stati Uniti    | Chicago Bulls       | Clemson Tigers           |
| 11     | Reggie Miller (G)   | Stati Uniti    | Indiana Pacers      | UCLA Bruins              |
| 12     | Muggsy Bogues (G)   | Stati Uniti    | Washington Bullets  | Wake Forest              |
| 13     | Joe Wolf (C)        | Stati Uniti    | L.A. Clippers       | N. Carol. Tar Heels      |
| 14     | Tellis Frank (F)    | Stati Uniti    | G.S. Warriors       | WKU Hilltoppers          |
| 15     | Piculín Ortiz (F)   | Porto Rico     | Utah Jazz           | Oregon St. Beavers       |
| 16     | Christian Welp (C)  | Germania Ovest | Philadelphia 76ers  | Washington Huskies       |
| 17     | Ronnie Murphy (G)   | Stati Uniti    | Portland T. Blazers | Jacksonv. Dolphins       |
| 18     | Mark Jackson (G)    | Stati Uniti    | N.Y. Knicks         | St. John's R. Storm      |
| 19     | Ken Norman (F)      | Stati Uniti    | L.A. Clippers       | Illinois Fighting Illini |
| 20     | Jim Farmer (G)      | Stati Uniti    | Dallas Mavericks    | Alabama Crim. Tide       |
| 21     | Dallas Comegys (F)  | Stati Uniti    | Atlanta Hawks       | DePaul B. Demons         |
| 22     | Reggie Lewis (G)    | Stati Uniti    | Boston Celtics      | Northeast. Huskies       |
| 23     | Greg Anderson (PF)  | Stati Uniti    | San Antonio Spurs   | Houston Cougars          |

## Giocatori scelti al 2º giro
| Scelta | Giocatore            | Nazionalità | Squadra NBA         | Scuola/ex squadra     |
| ------ | -------------------- | ----------- | ------------------- | --------------------- |
| 24     | Freddie Banks        | Stati Uniti | Detroit Pistons     | UNLV R. Rebels        |
| 25     | Ron Moore (C)        | Stati Uniti | N.Y. Knicks         | WVSU Y. Jackets       |
| 26     | Steve Alford (G)     | Stati Uniti | Dallas Mavericks    | Indiana Hoosiers      |
| 27     | Nate Blackwell (G)   | Stati Uniti | San Antonio Spurs   | Temple Owls           |
| 28     | Rickie Winslow (F)   | Stati Uniti | Chicago Bulls       | Houston Cougars       |
| 29     | Lester Fonville (C)  | Stati Uniti | Portland T. Blazers | Jackson St. Tigers    |
| 30     | Nikita Wilson (F)    | Stati Uniti | Portland T. Blazers | LSU Tigers            |
| 31     | Andre Moore (F)      | Stati Uniti | Denver Nuggets      | Loyola Ramblers       |
| 32     | Bob McCann (F)       | Stati Uniti | Milwaukee Bucks     | MSU Eagles            |
| 33     | Tony White (G)       | Stati Uniti | Chicago Bulls       | Tenn. Volunteers      |
| 34     | Brian Rowsom (F)     | Stati Uniti | Indiana Pacers      | UNCW Seahawks         |
| 35     | Doug Lee (G/F)       | Stati Uniti | Houston Rockets     | Purdue Boilermakers   |
| 36     | Duane Washington (G) | Stati Uniti | Washington Bullets  | M.T. Blue Raiders     |
| 37     | Derrick Dowell       | Stati Uniti | Washington Bullets  | USC Trojans           |
| 38     | Norris Coleman (F)   | Stati Uniti | L.A. Clippers       | KSU Wildcats          |
| 39     | Vincent Askew (G/F)  | Stati Uniti | Philadelphia 76ers  | Memphis Tigers        |
| 40     | Winston Garland (G)  | Stati Uniti | Milwaukee Bucks     | SWMSU Bears           |
| 41     | Kannard Johnson (F)  | Stati Uniti | Cleveland Cavaliers | WKU Hilltoppers       |
| 42     | Terrance Bailey      | Stati Uniti | Atlanta Hawks       | Wagner Seahawks       |
| 43     | Andrew Kennedy       | Giamaica    | Philadelphia 76ers  | Virginia Cavaliers    |
| 44     | Terry Coner          | Stati Uniti | Atlanta Hawks       | Alabama Crim. Tide    |
| 45     | Brad Lohaus (C/F)    | Stati Uniti | Boston Celtics      | Iowa Hawkeyes         |
| 46     | Bruce Dalrymple      | Stati Uniti | Phoenix Suns        | Georgia T. Yel. Jack. |

## Giocatori scelti al 3º giro
| Scelta | Giocatore            | Nazionalità    | Squadra NBA         | Scuola/ex squadra       |
| ------ | -------------------- | -------------- | ------------------- | ----------------------- |
| 47     | Tim McCalister (G)   | Stati Uniti    | L.A. Clippers       | Oklahoma Sooners        |
| 48     | Jamie Waller (G)     | Stati Uniti    | N.J. Nets           | VUU Panthers            |
| 49     | Jerome Batiste (F)   | Stati Uniti    | N.Y. Knicks         | McNeese Cowboys         |
| 50     | Phil Zevenbergen (C) | Stati Uniti    | San Antonio Spurs   | Washington Huskies      |
| 51     | Sven Meyer (C)       | Stati Uniti    | Sacramento Kings    | Oregon Ducks            |
| 52     | Donald Royal (F)     | Stati Uniti    | Cleveland Cavaliers | Notre Dame F. Irish     |
| 53     | Winston Crite (F)    | Stati Uniti    | Phoenix Suns        | Texas A&M Aggies        |
| 54     | Tom Schafer (F)      | Stati Uniti    | Denver Nuggets      | Iowa St. Cyclones       |
| 55     | Tommy Amaker (G)     | Stati Uniti    | Seattle S.Sonics    | Duke Blue Devils        |
| 56     | John Fox (F)         | Stati Uniti    | Chicago Bulls       | Millersville University |
| 57     | Hansi Gnad (F)       | Germania Ovest | Philadelphia 76ers  | Alaska Seawolves        |
| 58     | Darryl Johnson (G)   | Stati Uniti    | G.S. Warriors       | MSU Spartans            |
| 59     | Danny Pearson (G)    | Stati Uniti    | Washington Bullets  | Jacksonv. Dolphins      |
| 60     | Sean Couch (G)       | Stati Uniti    | Indiana Pacers      | Columbia Lions          |
| 61     | Clarence Martin (F)  | Stati Uniti    | Utah Jazz           | WKU Hilltoppers         |
| 62     | Eric Riggins (F)     | Stati Uniti    | Philadelphia 76ers  | Rutgers Scarlet Knights |
| 63     | Kevin Gamble (F/G)   | Stati Uniti    | Portland T. Blazers | Iowa Hawkeyes           |
| 64     | J.J. Weber (F)       | Stati Uniti    | Milwaukee Bucks     | Wisconsin Badgers       |
| 65     | Eric White (F)       | Stati Uniti    | Detroit Pistons     | Pepperdine Waves        |
| 66     | Mike Richmond (F)    | Stati Uniti    | Dallas Mavericks    | UTEP Miners             |
| 67     | Song Tao (F)         | Cina           | Atlanta Hawks       |                         |
| 68     | Billy Donovan (G)    | Stati Uniti    | Utah Jazz           | Providence Friars       |
| 69     | Willie Glass (G)     | Stati Uniti    | L.A. Lakers         | St. John's R. Storm     |

## Giocatori scelti nei giri successivi con presenze nella NBA
| Scelta | Giocatore                | Nazionalità      | Squadra NBA         | Scuola/ex squadra   |
| ------ | ------------------------ | ---------------- | ------------------- | ------------------- |
| 74     | Joe Arlauckas (F)        | Stati Uniti      | Sacramento Kings    | Niagara P. Eagles   |
| 75     | Chris Dudley (C)         | Stati Uniti      | Cleveland Cavaliers | Yale Bulldogs       |
| 79     | Jack Haley (C/F)         | Stati Uniti      | Chicago Bulls       | UCLA Bruins         |
| 88     | Dave Popson (F/C)        | Stati Uniti      | Detroit Pistons     | N. Carol. Tar Heels |
| 100    | Ron Grandison (F)        | Stati Uniti      | Denver Nuggets      | N.O. Privateers     |
| 107    | Bart Kofoed (G)          | Stati Uniti      | Utah Jazz           | UNK Lopers          |
| 116    | Martin Nessley (C)       | Stati Uniti      | L.A. Clippers       | Duke Blue Devils    |
| 127    | Šarūnas Marčiulionis (G) | Unione Sovietica | G.S. Warriors       | Statyba Vilnius     |